# Radosław Ostrowski
Radosław Ostrowski, Radasłaŭ Astroŭski, biał. Радаслаў Астроўскі (ur. 25 października?/6 listopada 1887 w Zapolu w powiecie słuckim w Imperium Rosyjskim, zm. 17 października 1976 w Benton Harbor w USA) – białoruski publicysta i działacz narodowo-społeczny.

## Życiorys
Uczył się w gimnazjum w Słucku, ale w 1907 r. został z niego wydalony za udział w działalności rewolucyjnej. W 1908 r. wstąpił na uniwersytet w Sankt Petersburgu na studia matematyczno-fizyczne. Przed ich ukończeniem został jednak w lutym 1911 r. aresztowany ponownie za działalność rewolucyjną. Przebywał w więzieniu w Petersburgu i Pskowie, po czym władze carskie nakazały mu osiedlenie się w Prużanie pod nadzorem policji. W 1913 r. uzyskał zgodę na dokończenie studiów na uniwersytecie w estońskim Tartu (Dorpat). Następnie pracował jako nauczyciel w szkołach w Częstochowie i Mińsku. Okres I wojny światowej spędził w Rosji. Od 1915 r. wykładał w mińskim instytucie pedagogicznym, gdzie uzyskał tytuł profesora.
Po rewolucji lutowej 1917 r. wyjechał na ziemie białoruskie, zostając w Słucku komisarzem powiatowym Rządu Tymczasowego. W marcu tego roku wziął udział w Konferencji Organizacji i Partii Białorusi. We wrześniu był organizatorem gimnazjum białoruskiego w Słucku, gdzie nauczał i został pierwszym jego dyrektorem. Należał do Białoruskiej Socjalistycznej Hramady. Wydawał też pismo „Рoдны Край”. W grudniu 1917 r. uczestniczył w Kongresie Wszechbiałoruskim w Mińsku, opowiadając się za niezależnym państwem białoruskim. W obliczu zbliżającej się armii bolszewickiej wyjechał na Ukrainę Naddnieprzańską, gdzie wstąpił do białej Armii Ochotniczej gen. Antona I. Denikina.
Po zakończeniu wojny polsko-bolszewickiej jesienią 1920, powrócił na ziemie białoruskie. W listopadzie-grudniu tego roku brał udział w antybolszewickim powstaniu słuckim. Po niepowodzeniu walk przeszedł wraz z resztkami wojsk białoruskich na terytorium Polski. Wznowił swoją aktywność polityczną wśród Białorusinów mieszkających we wschodniej Polsce. Został administratorem pomocy amerykańskiej. W latach 1924–1936 był dyrektorem gimnazjum białoruskiego w Wilnie. W lutym 1924 r. zainicjował powstanie pro-polskiego Polsko-Białoruskiego Towarzystwa, ale po jego rozpadzie jeszcze w tym samym roku nawiązał współpracę z nielegalną Komunistyczną Partią Zachodniej Białorusi, wstępując w 1926 w jej szeregi. Założył i stanął na czele nielegalnego komsomołu w swoim gimnazjum. W 1925 r. został zastępcą przewodniczącego Białoruskiej Włościańsko-Robotniczej Hromady. Należał też do kierownictwa Towarzystwa Szkoły Białoruskiej, Białoruskiego Towarzystwa Dobroczynności, Białoruskiego Towarzystwa Naukowego i był dyrektorem banku spółdzielczego w Wilnie, przez który przechodziły pieniądze na finansowanie Hromady. Po rozpoczęciu działań przeciw Hromadzie na pocz. 1927 r., Ostrowskiego aresztowano, a następnie wydalono do centralnej Polski.
W 1928 powrócił do działalności politycznej, reprezentując postawę lojalną wobec władz państwowych, dbając przy tym o interesy ludności białoruskiej. W 1929 był współzałożycielem Białoruskiego Zawodowego Związku Nauczycielskiego. W 1930 wszedł w skład prezydium Centralnego Związku Białoruskich Kulturalno-Oświatowych oraz Gospodarczych Organizacji i Instytucji (Centrasajuzu). W II poł. lat 30. publikował pod pseudonimem Эра liczne artykuły w białoruskich pismach, w tym w gazecie „Родны край”. W 1936 został zmuszony do opuszczenia Wilna i zamieszkał w Łodzi.

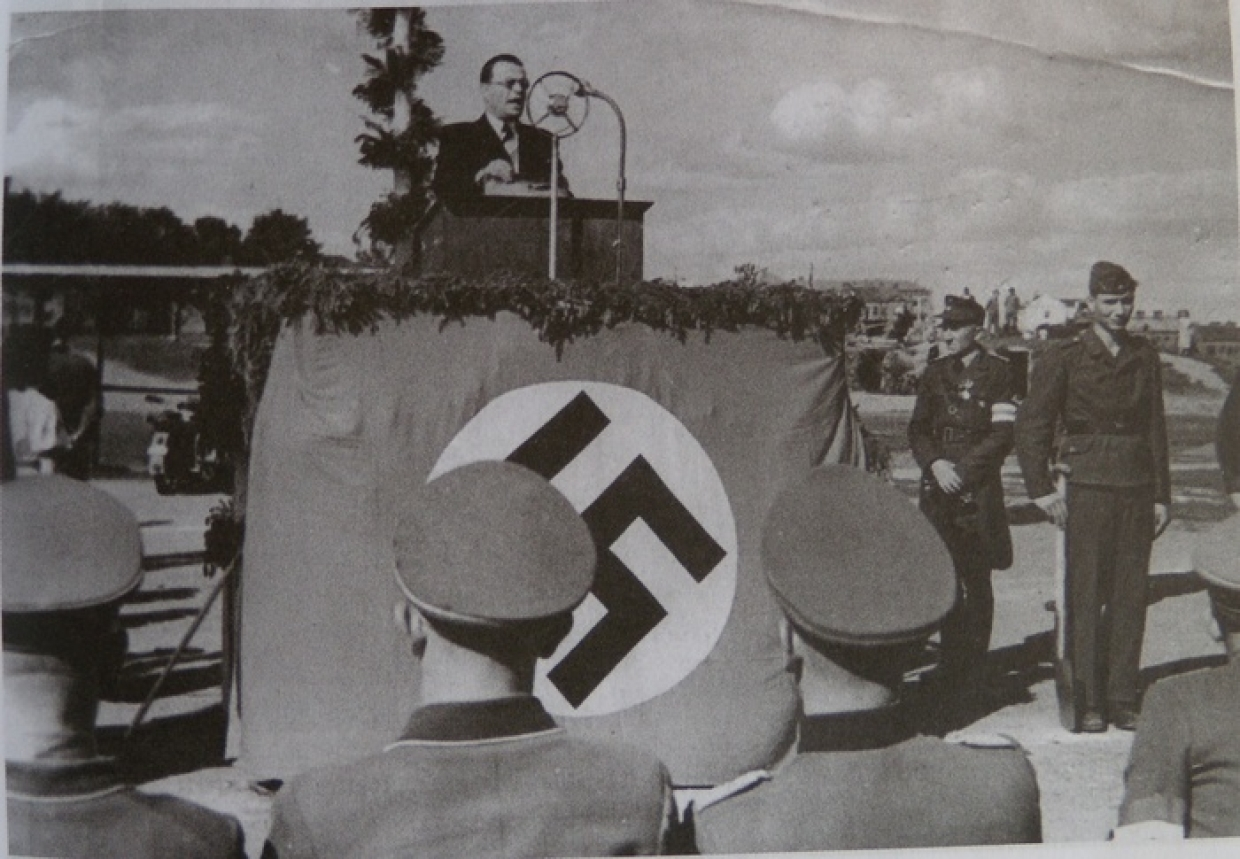
Radosław Ostrowski przemawia na wiecu w Mińsku. Na prawo od trybuny stoi Michał Hańko

Po ataku wojsk niemieckich na ZSRR 22 czerwca 1941, podjął współpracę z okupantami. Na początku września przyjechał do okupowanego Mińska, rozpoczynając organizowanie administracji białoruskiej. Stanął na czele tzw. Nebenbureau, które było lokalnym odpowiednikiem generalnego komisariatu. Już w październiku został jednak zdymisjonowany przez gauleitera Wilhelma Kube z powodu współpracy w okresie międzywojennym z komunistami, a następnie władzami polskimi. Później pełnił funkcje burmistrza w Briańsku, Smoleńsku i Mohylewie. Pod koniec grudnia 1943 został przewodniczącym Białoruskiej Centralnej Rady (BCR), która miała się stać zalążkiem zależnego od Niemiec rządu Białorusi. W lutym 1944 r. podpisał odezwę w sprawie utworzenia i mobilizacji do Białoruskiej Obrony Krajowej. Pod koniec czerwca tego roku współorganizował w Mińsku II kongres wszechbiałoruski, a po zakończeniu jego obrad wraz z kierownictwem BCR ewakuował się do Rzeszy.
Po zakończeniu II wojny światowej zamieszkał w zachodnich Niemczech w Langenfeld. Rozwiązał Białoruską Centralną Radę. Na początku czerwca 1945 r. w obozie dla przesiedleńców w Ratyzbonie został członkiem Białoruskiego Komitetu Narodowego. 31 grudnia 1947 r. wydał odezwę w sprawie utworzenia Centralnego Przedstawicielstwa Białoruskiego. Działał jako reprezentant Białorusinów w kierownictwie Antybolszewickiego Bloku Narodów. W 1956 r. wyjechał do USA, gdzie kontynuował emigracyjną działalność polityczno-społeczną.